# 争取安哥拉彻底独立全国联盟
争取安哥拉彻底独立全国联盟（葡萄牙語：União Nacional Para a Independência Total de Angola），简称安盟（UNITA），安哥拉主要政党之一。安盟成立于1966年3月，在安哥拉独立战争中与安人运并肩作战；而后在内战中对抗安人运。安哥拉内战是冷战时期最著名的代理人战争之一，安盟从1966年到1975年10月接受中华人民共和国的军事援助，后来又从美国和实行种族隔离制度的南非获取军事支持；而安人运则从苏联及其盟友，尤其是古巴，获得物资及技术支持。
直到1996年，安盟的资金主要来源于开采宽果河沿岸的北隆达省和南隆达省的钻石矿，尤其是卡托卡矿，该矿是当时安哥拉唯一的金伯利矿。瓦尔德马尔·钦东多在安哥拉内战期间担任安盟政府的幕僚长，据称，安盟领导人若纳斯·萨文比下令暗杀了他。
安盟的主要创始人为若纳斯·萨文比和安东尼奥·达·科斯塔·费尔南德斯。萨文比长期担任安盟的领导人，并在1975年安哥拉内战开始后，长期与掌控中央政府的安哥拉人民解放运动当局周旋，直到2002年被杀身亡。之后，伊萨伊亚斯·萨马库瓦继任领导人。萨文比去世后，安盟放弃了武装斗争，转而参与选举。该党在2017年议会选举中赢得了220个席位的51个。萨马库瓦与2019年11月辞去党魁职务，由阿达尔贝托·科斯塔·儒尼奥尔接任。

## 成立
1966年3月13日，若纳斯·萨文比和安东尼奥·达·科斯塔·费尔南德斯于葡属安哥拉莫希科省的Muangai创立了安盟（此时葡萄牙处于新国家时期）。其他200名代表出席了此次会议。1966年12月25日，安盟向葡萄牙殖民当局发动了第一次攻击。
萨文比最初隶属于奥尔登·罗贝托的安哥拉民族解放阵线（安解阵）。安盟后来搬迁到安哥拉东南部宽多-库邦戈省的Jamba镇。安盟的领导层主要来自占安哥拉多数的南姆本杜族，最初奉行毛主义；而当开始与葡萄牙官员合作反对安解阵后，他们便放弃了该意识形态。此后，他们以农村权力为目标，并承认种族分歧。然而，在20世纪80年代，安盟与美国和执行种族隔离制度的南非结盟。1992年安哥拉大选后，安盟失去了美国的支持，只得到南非的支持。

## 独立与内战
1974-1975年，葡萄牙从安哥拉撤军并结束殖民统治后，安人运与安盟分裂。随着军事和意识形态冲突的激化，内战开始了。安人运领导人阿戈什蒂纽·内图成为后殖民时期安哥拉的第一任总统。在苏联和古巴的资金、武器以及军队的支持下，安人运击败了安解阵，并使其成员大部分流亡海外。安盟也在1975年11月几乎被摧毁，但其设法存活了下来，并在万博建立了对立政府，即安哥拉民主人民共和国。安盟在南非的支持下恢复了过来，并在80年代美国的支持下得到了相当大的加强。安人运在城市、沿海地区和油田的军事存在仍然强大，但安盟控制了大部分内陆地区（尤其是比耶高原）和其他战略地区。内战导致多达300000人死亡。

### 游击战
20世纪80年代和90年代初，萨文比寻求扩大与美国的关系。他从美国传统基金会那里得到了相当多的指导。传统基金会是华盛顿特区一家有影响力的保守派研究机构，与里根政府和美国国会保持着紧密的关系。传统基金会在非洲和第三世界事务问题上的首席专家迈克尔·约翰斯访问了萨文比在安哥拉南部的秘密大本营，向安盟领导人提供军事战术及政治建议。从1985年开始，萨文比每年向保罗·马纳福特和他的公司Black, Manafort, Stone and Kelly提供600000美元的报酬，透过后者的游说努力，安盟获得了里根政府的大力支持。
1986年，美国保守派说服罗纳德·里根在白宫会见萨文比。尽管会议本身是保密的，但里根在会谈中对萨文比的努力报以支持和热情，表示他可以设想安盟“让世界振奋的胜利”。这表明里根认为安哥拉冲突的结果对他的整个里根主义外交政策至关重要，包括支持中美洲、东南亚和其他地方的反共抵抗运动。
在萨文比的领导下，安盟在独立前后取得了相当大的军事胜利，成为20世纪后期世界上最有效的武装抵抗运动之一。据美国国务院称，安盟控制了“（安哥拉）内陆的大片地区”。 萨文比在安哥拉的生存本身就被视为一项令人难以置信的成就。因为在苏联、古巴和东德军队广泛支持安人运的情况下，他仍旧幸存下来。
尽管萨文比遭到了多方势力的围剿，但他仍然取得了胜利。美国保守派指出，萨文比以及阿富汗圣战者、尼加拉瓜康拉特的成功——所有这些都是在美国的支持下，成功地反对了苏联支持的政府——证明美国开始在冷战冲突中占据上风，里根主义正在发挥作用。另一方面，批评者说，对安盟、康拉特和圣战者的支持正在计划地区冲突，是这些国家承受了巨大的代价。此外，安盟和它正在对抗的安哥拉政府一样，也因侵犯人权而受到批评。

### 20世纪80年代
1983年，安盟绑架了66名捷克斯洛伐克平民，并将其中的三分之一扣留了大约15个月。此举使得安盟在国际上声名狼藉。最终比利时通过谈判斡旋释放了这些平民。安哥拉的内战一直持续到1989年，随着安盟的军事推进，古巴撤走了对安人运的军事支持，总计数千名士兵。随着许多评论员和外交政策专家看到冷战可能即将结束，美国一直以来对萨文比的支持也开始受到之一，国会中的一些人呼吁美国结束对安盟的支持。苏联总书记戈尔巴乔夫在和老布什的几次正式和非正式的谈话也谈及了美国对安盟的支持，进一步向美国施压，要求其停止对安盟的支援，这使得情况变得更加复杂。
随着战争开始包括外交事务，约翰斯和美国主要保守派敦促萨文比以安人运同意“自由和公平选举”为条件进行停火。当安盟的条件一开始被安人运拒绝时，萨文比大大加强了他的军事压力，同时声称安人运抵制自由和公平的选举，因为他们害怕安盟在选举中获胜。与此同时，安人运、古巴和南非达成了一项协定，规定从安哥拉撤出外国军队，以换取纳米比亚从南非独立。然而在安哥拉，萨文比告诉约翰斯和保守派领袖霍华德·菲利普斯，他认为谈判和协议没有得到充分咨询，因而反对它。约翰斯提及，在1989年他们两人前往安哥拉访问萨文比时，萨文比说，“该协议存在许多漏洞，一点都不好”。
最终通过谈判达成停火，安人运领导人若泽·爱德华多·多斯桑托斯和安人运中央委员会放弃了马克思主义，并同意了萨文比对“自由和公平的选举”的要求。尽管安盟及其支持者对这些承诺表示怀疑，特别是因为安人运仍和苏联保持着紧密的关系。

### 20世纪90年代

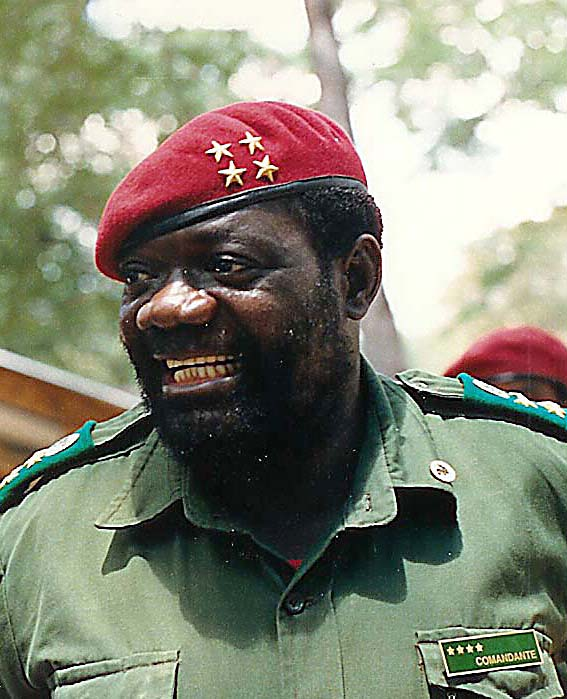
安盟领导人若纳斯·萨文比

1991年，在里斯本签订比塞斯协议后，安哥拉在联合国的斡旋下进行了选举，萨文比和多斯桑托斯都在1992年竞选总统。由于在第一轮投票中未能赢得绝对多数，随后质疑选举的合法性，萨文比和安盟又回到了武装冲突之中。1992年10月，战斗在万博重新开始，并迅速蔓延到安哥拉首都罗安达。在罗安达，长期担任安盟副主席的热雷米亚斯·希通达和其他安盟官员在逃离这座城市时被杀害，最终导致了万圣节大屠杀。希通达死后，安盟防御性地将他们的基地从Jamba镇转移到万博。萨文比于1992年重掀内战的代价是十分高昂的，许多萨文比的美国保守派盟友敦促他在第二轮选举中与多斯桑托斯角逐。萨文比放弃第二轮选举的决定也使安盟和老布什的关系变得极为紧张。
由于萨文比重燃内战，联合国通过联合国安理会第1173号决议，对安盟实施禁运。联合国委托的福勒报告详细介绍了安盟如何通过销售钻石（后来被称为血钻）为其战争提供资金，并导致了联合国安理会第1295号决议的进一步制裁，并通过金伯利进程国际证书制度采取行动结束血钻贸易。1992年年底大选后，从未承认安人运合法性的美国政府最终承认了安哥拉政府并停止支持安盟，进一步疏远了萨文比。1993年有关停火的谈判失败后，另一项协议《路沙卡议定书》于1994年签署，以组建民族团结政府。1995年，联合国维和部队抵达。但安盟于1998年放弃了《路沙卡协定书》，理由是安人运违反了该协议。1998年年底，一个自称“安盟—重建”（葡萄牙語：UNITA Renovada）的激进组织脱离了安盟主体，当时几名安盟指挥官对萨文比的领导不满，拒绝效忠于他。1999年和2000年，还有数千人离开了安盟。
1999年，安人运发动了一场名为“恢复行动”的军事行动，给安盟造成了极大的损失，基本上摧毁了安盟的常规军事力量，迫使安盟回归更传统的游击战。1999年10月，安盟声称，在恢复行动中使用的巨嘴鸟教练机由与安哥拉政府签订合同的巴西飞行员驾驶。安盟随后宣布，“安哥拉国内任何被认定为巴西利益的事务……都将被视为目标，不会免于他们的打击”。

### 2000年代
安哥拉内战于2000年萨文比死于伏击后才结束。萨文比的死让许多安哥拉人感到震惊，他们中的许多人在安哥拉内战期间长大，见证了萨文比躲避苏联、古巴和安哥拉军队攻击的能力。
2002年4月，在萨文比去世六周后，安盟同意与政府停火。根据一项特赦协议，根据“复员与战争流离失所者重新融入社会和生产计划”，安盟士兵及其家属（约35万人）被聚集在33个复员营地。2002年8月，安盟正式放弃武装力量，将所有经历放在其政党的发展上。尽管已经停火，安盟和安人运之间人在存在深刻的政治冲突。
安东尼奥·登博在萨文比去世后立即继任，不久就去世了。继登博之后，在保罗·卢坎巴·加托将军、丁奥·辛贡日和伊萨伊亚斯·萨马库瓦的选举中，萨马库瓦赢得安盟选举，成为安盟新任主席。
2019年11月，伊萨伊亚斯·萨马库瓦辞去领袖职务，由阿达尔贝托·科斯塔·儒尼奥尔接任，阿莱特·辛宾达成为新的副主席。

## 外国支持
安盟得到了非洲和世界各地多个国家的支持，包括保加利亚人民共和国、埃及、法国、以色列、摩纳哥、中华人民共和国、朝鲜、沙特阿拉伯、扎伊尔和赞比亚。

### 美国
在里根执政期间，高级安全官员会见了安盟领导人。中央情报局局长威廉·约瑟夫·卡西、国家安全事务助理理查德·文森特·艾伦和国务卿亚历山大·黑格于3月6日在华盛顿特区会见了安盟领导人。负责非洲事务的助理国务卿沃克于3月在摩洛哥拉巴特会见了萨文比。国防部长卡斯帕·温伯格、其国际安全事务助理弗朗西斯·韦斯特、国防部副部长弗兰克·卡鲁奇、中情局副局长鲍比·雷·英曼和国防情报局局长詹姆斯·威廉姆斯在1981年11月至1982年1月会见了萨文比。尽管克拉克修正案禁止美国卷入内战，但黑格在1981年12月告诉萨文比，美国将继续向安盟提供援助。
美国政府“明确鼓励”以色列、摩洛哥、沙特阿拉伯、南非和扎伊尔援助安盟。1983年，美国和南非政府同意将武器从洪都拉斯、比利时和瑞士运往南非，然后运往安哥拉的安盟。美国还与南非交换武器，以获取有关内战的情报。
萨文比受益于有影响力的美国保守派的支持，包括传统基金会的迈克尔·约翰斯和其他美国保守派领导人，他们帮助提升了萨文比在华盛顿的地位，并促进了美国武器的移交。
约翰斯和其他美国保守派人士定期在Jamba镇与萨文比会面，并在1985年的“民主国际”会议上达到了高潮。萨文比后来受到美国总统罗纳德·里根的赞扬，里根称赞他是“自由斗士”，并谈到萨文比赢得了一场“震撼世界”的胜利；而其他人则暗示了一个更为黑暗的政权，将萨文比斥为渴望权力的宣传者。
1992年安哥拉大选后，安盟失去了美国的支持，只得到南非的支持。在南非种族隔离制度结束，1994年纳尔逊·曼德拉当选总统后，来自南非的支持也停止了；曼德拉和非国大的武装派系民族之矛转而向安人运提供军事支持。

## 选举历史

### 总统选举
| 年份 | 政党候选人                 | 票数      | %      | 结果 |
| ---- | -------------------------- | --------- | ------ | ---- |
| 1992 | 若纳斯·萨文比              | 1,579,298 | 40.07% | 败选 |
| 2012 | 伊萨伊亚斯·萨马库瓦        | 1,074,565 | 18.67% | 败选 |
| 2017 | 伊萨伊亚斯·萨马库瓦        | 1,818,903 | 26.68% | 败选 |
| 2022 | 阿达尔贝托·科斯塔·儒尼奥尔 | 2,756,786 | 43.95% | 败选 |

### 国民议会选举
| 年份 | 党魁                       | 票数      | %      | 席位     | +/–    | 地位   | 结果 |
| ---- | -------------------------- | --------- | ------ | -------- | ------ | ------ | ---- |
| 1992 | 若纳斯·萨文比              | 1,347,636 | 34.10% | 70 / 220 | 新选举 | 反对党 |      |
| 2008 | 伊萨伊亚斯·萨马库瓦        | 670,363   | 10.39% | 16 / 220 | ▼ 54   | 反对党 |      |
| 2012 | 伊萨伊亚斯·萨马库瓦        | 1,074,565 | 18.66% | 32 / 220 | ▲ 16   | 反对党 |      |
| 2017 | 伊萨伊亚斯·萨马库瓦        | 1,790,320 | 26.70% | 51 / 220 | ▲ 19   | 反对党 |      |
| 2022 | 阿达尔贝托·科斯塔·儒尼奥尔 | 2,756,786 | 43.95% | 90 / 220 | ▲ 39   | 反对党 |      |

## 延伸阅读
- Didier Péclard, "Les incertitudes de la nation en Angola: Aux racines sociales de l'Unita", Paris: Karthala, (2015).
- Hoekstra, Quint. "The effect of foreign state support to UNITA during the Angolan War (1975–1991)." Small Wars & Insurgencies 29.5–6 (2018): 981–1005.
- Pearce, Justin. "From Rebellion to Opposition: UNITA's Social Engagement in Post-War Angola." Government and Opposition 55.3 (2020): 474–489.
- Wright, George. The Destruction of a Nation: United States' Policy Towards Angola Since 1945 (1997)